# Іванівка (Южноукраїнська міська громада)
Іва́нівка — село в Україні, в Южноукраїнській міській громаді Вознесенського району Миколаївської області. Населення становить 656 осіб.

## Населення

### Мова
Розподіл населення за рідною мовою за даними перепису 2001 року:
| Мова       | Кількість | Відсоток |
| ---------- | --------- | -------- |
| українська | 644       | 98.17%   |
| російська  | 9         | 1.37%    |
| румунська  | 3         | 0.46%    |
| Усього     | 656       | 100%     |